# 塔吉克斯坦LGBT權益
塔吉克的女同性戀、男同性戀、雙性戀與跨性別者仍須爭取法律上的權益保障。雖然同性性行為在塔吉克已經非刑事化，但同性伴侶仍無法享有民事權利，也無法進行同性結合。這讓他們和異性伴侶在民事權利上有了差別。

## 同性性行為相關法律歷程
同性性行為自1998年起在塔吉克非刑事化，包括男同性戀與女同性戀在內。而同性性行為的同意年齡則是17歲，與異性戀相同。

## 同性伴侶關係
塔吉克沒有任何承認同性伴侶有民事權利的法律。